# Griqualàndia Oriental
Griqualàndia Oriental (Griqualand Est) (Afrikaans: Griekwaland-Oos), oficialment conegut com a Nova Griqualàndia (holandès: Nieuw Griqualand), fou un dels quatre estats griques efímers a l'Àfrica del Sud de primers dels anys 1860 fins al final dels anys 1870 i estava localitzat entre el rius Umzimkulu i Kinira al sud del regne sotho.
La capital de Griqualand Oriental, Kokstad, fou el lloc final de poblament per un poble que havia emigrat diverses vegades en el seu viatge del Cap de Bona Esperança i sobre les muntanyes de l'actual Lesotho.
El territori va ser ocupat per l'Imperi britànic i esdevingué una colònia el 1874, poc abans de la mort del seu fundador i dirigent únic, Adam Kok III. Una mica més tard, el petit territori va ser incorporat a la veïna Colònia del Cap. Encara que molt temps eclipsat en la història dels Voortrekkers, el trek del griques ha estat descrit com "una de les grans èpiques del segle xix."

## Història

### Fons
Abans de l'arribada d'immigrants des de l'oest i del nord, l'àrea formava part del regne Mpondo sota el rei Faku, qui va governar com a sobirà de una dinastia ètnicament xhosa de 1815–1867. Durant el seu regnat, Faku inicialment va donar la benvinguda a molts refugiats que van anar al territori de la frontera nord-oriental, fugint de les incursions i batudes de l'exèrcit de Shaka (dirigent del Regne Zulu de 1816 a 1828). Com que Faku finalment es va adonar que els seus guerrers no podrien defensar la part oriental del seu regne contra Shaka, va decidir evacuar l'àrea, deixant darrere el que va ser conegut com a Nomansland (sovint escrit "No-man's-land" en fonts contemporànies).
Mentrestant, un grup de griques que havia deixat el Cap de Bona Esperança en el segle xviii i havia establert a la regió una població anomenada Campbell, pel missioner John Campbell (vegeu Terres de Campbell). Campbell va tornar al Cap el 1819 i un Kaptyn griqua, Adam Kok II, va dirigir la zona un temps però el 1824 es va oferir als griques establir-se com a protectors d'una església a construir, i sota Adam Kok II es van desplaçar a la zona al voltant d'allà on després va sorgir la ciutat de Philippolis (1825), on el 1826 es va començar a construir l'església que s'acabaria el gener del 1831. Aquesta zona fou anomenada Terra d'Adam Kok. La resta dels griques es va quedar a la zona de Campbell sota el kaptyn Cornelis Kok, i la terra va agar el nom de Terra de Cornelis Kok.
Cornelis Kok va fer front a la perspectiva que la seva àrea quedaria sota el control de l'emergent Estat Lliure d'Orange (Oranje Vrijstaat - oficialment establert com a república bòer el 1854). És possible que el 1857 el Cap i Orange acordessin la possessió de la Terra de Cornelis Kok, i per evitar ser sotmesos els griques establerts a la zona de Philippolis. o sigui la Terra d'Adam Kok, iniciessin un trek cap a un altre lloc. El 1861 la majoria d'aquests habitants es van embarcar en un pesat i esgotador viatge, avançant en direcció al sud cap a Quathlamba (avui coneguda com a serralada de Drakensberg), però testimonis de primera mà donen dos diferint narratives de les raons i motivacions d'aquest trek.

### Arribada i poblament

estats griques i bòers en Àfrica Del sud,.

Segons el relat de John Robinson, que fou el primer Primer Ministre de Natal, els habitants de Philippolis va ser convidats per Sir George Grey, administrador de l'àrea en nom del Regne Unit, per establir gent en l'esmentat Nomansland, situat al sud d'allò que aleshores havia esdevingut la colònia de Natal (britànica) i havia contactat amb els griques. El seu poblament allà era per evitar un conflicte potencial amb l'Estat Lliure d'Orange i simultàniament servir com a tampó contra els bushmen i "les seves batudes depredadores sobre els pagesos i nadius de Natal". Després que el seu dirigent Adam Kok III va enviar una partida avançada a reconèixer l'àrea, el grup sencer va estar d'acord en establir-se allí, on van arribar el 1862.

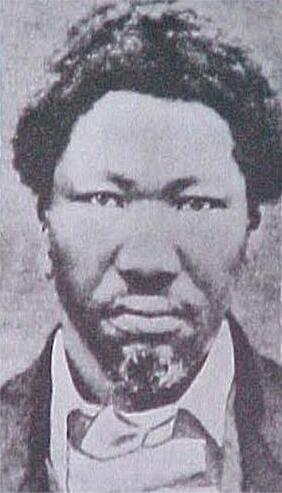
Adam Kok III

No obstant, més documents oficials recentment recuperats, parlen de la història d'un acord que va ser aconseguit entre l'Imperi Britànic i l'Estat Lliure d'Orange el 1854, molt de temps abans que els griques tinguessin coneixement del seu destí. Els britànics van acordar expulsar la població sencera a canvi d'un establiment a una zona fronterera de conflicte entre els afrikaners i els colonitzadors del Cap. Segons les fonts, Adam Kok III i els seus seguidors només van saber dels plans sis anys després que el document va ser oficialment signat. Adonant-se que no podrien reunir una força suficient que es pogués comparar a l'exèrcit colonial, i després que van manifestar la seva oposició a esdevenir subjectes de la corona dins la colònia del Cap o serfs de l'Estat Lliure Lliure, foren forçats a exiliar-se el 1863.
Finalment, totes les fonts acorden que els seguidors del darrer gran líder griqua van acabar establerts en l'àrea al voltant de Mont Currie on van establir un Laager, un poblament senzill fet de cabanes petites, on van restar més de mitja dècada. El 1869, el Reverend Dower de la London Missionary Society va visitar el lloc i va acordar l'establiment d'una església si les persones acceptaven traslladar-se un cop més; després d'una consulta amb la població, es va escollir una àrea més al sud de la muntanya, i a l'arribada allí el 1872, es va fundar la ciutat de Kokstad, anomenada en honor del seu dirigent.
L'estat que es va establir al voltant de Kokstad, tot i que de govern griqua, estava poblat principalment pels preexistents pobles de llengua xhosa, amb els griques conformant només una molt petita minoria, políticament dominant.

### Govern

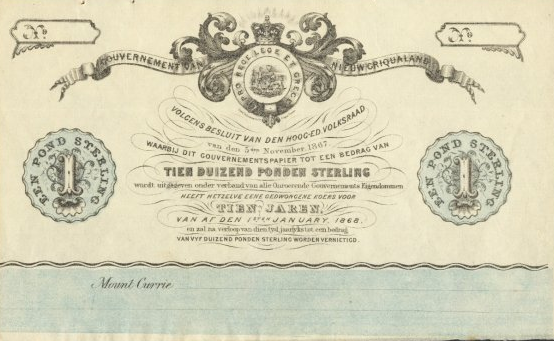
Un bitllet d'una lliura esterlina de Nieuw Griqualand, 1868

Encara que, en termes històrics, constantment en moviment, amb poblaments permanents existents només per poc temps, el poble griqua de Griqualàndia Oriental van aconseguir establir una Raad (Volksraad) de 12 membres que van adoptar decisions en nom dels griques i van formar delegacions per tractar amb els poders circumdants.

#### Moneda
El 1867, després que el Banc de Durban havia començat a imprimir els seus propis bitllets, Kok i els seus seguidors es van embarcar en un experiment similar per a ells i van fer imprimir aproximadament 10,000 bitllets d'una lliura per a ús en l'àrea de les terres de Kok. Els plans d'introduir-los mai es va materialitzar, i, a excepció d'unes quantes mostres restants, gairebé tot van ser destruïts sense haver estat en circulació.
Després del trasllat a Kokstad, tanmateix, una nova aventura en el mateix sentit, introduint una moneda local, fou més exitosa el 1874; dissenyades per Strachan i Co. i encunyades a Alemanya, diverses monedes van ser utilitzades i estigueren en circulació molt de temps després de la desaparició de l'estat.

#### Simbolisme (segell i bandera)
El segell de l'estat apareix en el primer conjunt de bitllets de 1867 que és l'única representació coneguda. En el bitllet es troba flanquejat a l'esquerra i a la dreta per una banda o cinta que porta la inscripció "GOUVERNEMENT VAN |NIEUW GRIQUALAND" i inclou un helm amb mantell. El colors corresponents són desconeguts.
La bandera griqua és una versió girada horitzontalment del "Vierkleur" que van utilitzar Transvaal i la República Sud-africana (bòer). Una font sola data la seva primera aparició documentada el 1903, però la bandera podria haver-hi estat en ús molt abans sense documentar; si el Griqualand independent la va utilitzar no se sap.

### Annexió britànica (1874)
En les diverses fonts i versions de la història, el final de Griqualàndia Oriental és tan controvertit com el seu començament, i les raons per la dissolució del país queden totalment en la boira. Fonts locals de la colònia del Cap enregistren una oficial (i fortament qualificat) demanda el 1869, d'Adam Kok III, per l'administració britànica, a condició que el títol de la terra fos respectat i que Griqualàndia Oriental en cap circumstància hauria de ser incorporat a la colònia de Natal. Fonts britàniques també asseguren que llavors els griques van vendre molta de la seva terra per voluntat pròpia, i que l'annexió global del territori va tenir lloc "al desig dels mateixos habitants." D'altra banda, l'opinió entre els propis griques està dividida.
Un cita d'Adam Kok III, al saber els plans del Regne Unit, suggereix que hi havia un malentès o fins i tot un engany en la presa de poder britànica: "Allà els tens... No vam ser consultats. No vam poder dir res." Els britànics van assumir el control directe del territori com a colònia de la corona el 1874.
El que se sap segur és que el dirigent griqua, el nom del qual encara adorna la ciutat que va fundar, va morir el desembre 1875 després de ser severament ferit en un accident de carro. Al seu funeral, el seu cosí va comentar que amb la mort de Kok, l'esperança dels griques de tenir un estat independent a l'Àfrica del Sud, havia mort també.
Després de passar sota govern britànic, Griqualàndia Oriental va ser administrada pels britànics com a colònia separada durant diversos anys. Durant aquest temps, l'Oficina Colonial britànica va fer una pressió considerable sobre el govern de la veïna Colònia del Cap per annexionar el territori costós i turbulent. Tanmateix el Cap, ara sota un govern responsable, era reticent d'assumir responsabilitats per Griqualàndia Oriental a causa de les seves despeses considerables i la seva població comprensiblement ressentida.

### Incorporació al Cap (1879)
Tot i que inicialment el Cap hi havia rebutjat annexionar el territori, l'acord va ser assolit després de substancials negociacions, i el 1877 el Parlament del Cap va aprovar la Griqualand East Annexation Act (Act 38 of 1877).
La llei només fou promulgada dos anys més tard el 17 de setembre de 1879, quan quatre magistrats van ser instal·lats, a Kokstad, Matatiele, Mont Frere i Umzimkulu. El territori també tindria dos escons electes al Parlament del Cap, el qual en aquell temps va ser elegit a través del multi-racial sistema vigent anomenat "Cape Qualified Franchise" i les qualificacions per obtenir el sufragi van ser aplicades a tots els homes, sense mirar la raça.
Els griques sempre havien estat una minoria petita, tot i que governanta, de la població de Griqualàndia Oriental. Una vegada que el govern griqua es va acabar, els xhosa de llengua pondo que per molt de temps havien constituït la majoria de la població, van esdevenir amos de quantitats creixents de terra a l'àrea, juntament amb els nous colons europeus. Aquests factors demogràfics van afavorir la dissolució de la indentidad griqua, i un segle després, sota el règim de l'apartheid, el territori va ser incorporat al bantustan dels xhosa, anomenat Transkei.

## Griqualàndia contemporania
Quan la Unió de Sud-àfrica es va formar el 1910, la Colònia del Cap va canviar el seu nom a "Província del Cap", i durant els anys 1980 l'antiga Griqualàndia Oriental fou part del bantustan del Transkei, un dels quatre que van arribar a ser estats independents. El 1994, poc abans de les primeres eleccions multiracials, va ser incorporat a la part del sud de la província de KwaZulu-Natal. Kokstad va conservar el seu nom i és avui una de les ciutats principals de la Sisonke District Municipality.

## Governants

### Campbell Land
- 1813 - 1819 John Campbell (missioner)
- 1819 - 1824 Adam Kok II (Kaptyn)

### Cornelis Kok's Land
- 1824 - 1857 Cornelis Kok II
- 1857 Incorporada a la colònia del Cap

### Adam Kok's Land (avui Philippolis),kaptyns
- 1825 - 1827 Adam Kok II
- 1827 - 1828 Cornelis Kok III
- 1828 - 1835 Adam Kok II (segona vegada)
- 1835 - 1836 Adam Kok III (provisional)
- 1836 - 1837 Abraham Kok
- juliol a setembre de 1837 Brend Lucas (provisional)
- 1837 - 1861 Adam Kok III (segona vegada)
- 26 de desembre de 1861, annexió a l'Estat Lliure d'Orange

### Nova Griqualàndia (coneguda com a Griqualàndia Oriental), Kaprtyns
- 1861 - 1875 Adam Kok III
- desembre de 1874 colònia britànica

### Colònia de Griqualand East
- 1874 - 1875 Adam Kok III
- 1875 - 1876 Adam "Eta" Kok (provisional)
- 1876 - 1879 Cornelis van der Westhuis

### Resident britànic de Nomansland
- 1873 - 1875 Joseph Millerd Orpen